# Chrioloba indicaria
Chrioloba indicaria är en fjärilsart som beskrevs av Guérin-meneville 1843. Chrioloba indicaria ingår i släktet Chrioloba och familjen mätare. Inga underarter finns listade i Catalogue of Life.